# Nikos Gkoulios
Nikos Gkoulios, född 7 augusti 1977, är en grekisk före detta fotbollsmålvakt och målvaktstränare.
Efter en spelarkarriär i Grekland blev han målvaktstränare i sin moderklubb AEL 1964 FC i Larissa, Grekland. Därefter har han jobbat i IK Frej innan han tog över i Djurgården efter Kjell Frisk, som varit lagets målvaktstränare i sammanlagt 18 säsonger. Han har vunnit 2 titlar med Djurgården, Svenska cupen 2018 och Allsvenskan 2019.